# Bella Bell-Gam
Bella Bell-Gam (sinh ngày 24 tháng 8 năm 1956 tại Rivers State) là một vận động viên năm môn phối hợp người Nigeria đã nghỉ hưu.

## Sự nghiệp
Bell-Gam sinh ra ở Opobo Town, Rivers State, cô có một người chị em sinh đôi, Judy cũng là một vận động viên. Cả hai chị em đều học tại Trường tiểu học Chính phủ, Afikpo, Trường Phương pháp, Uwani, Enugu và Trường Trung học Liên minh, Ikot Ekpene. Những cô gái ở Enugu khi Nội chiến nổ ra và di chuyển về phía nam đến Nnewi. Khi kết thúc chiến tranh, Bell-Gam trở lại trường học ở Ikot Ekpene. Năm 1973, cô đại diện cho trường của mình nhảy cao tại các cuộc thi Hussey Shield và Lady Manuwa. Tại Đại hội thể thao quốc gia lần thứ 2 năm 1975, cô đã chuyển sang vượt rào và giành giải vàng trong sự kiện của mình. Sau khi học xong trung học, cô theo học trường Cao đẳng Công nghệ Calabar và đại diện cho trường đại học tại các trò chơi NIPOGA tham gia các sự kiện vượt rào, nhảy cao và nhảy xa. Trong Đại hội thể thao toàn quốc lần thứ 3, cô đã chọn tập trung vào nhảy cao và nhảy xa. Từ đó, cô được chọn đại diện cho quốc gia trong các trò chơi Ecowas và sau đó tại Thế vận hội toàn châu Phi. Cô đã giành huy chương vàng trong Thế vận hội toàn châu Phi năm 1978 được tổ chức tại Algiers, Algeria với 3709 điểm. Cô cũng giành được huy chương đồng trong các nội dung vượt rào 100m và nhảy xa trong cùng một cuộc thi đạt được thời gian và khoảng cách lần lượt là 13,99 và 6,12m.